# Demansia shinei
Espèce
Demansia shinei est une espèce de serpents de la famille des Elapidae.

## Répartition
Cette espèce est endémique d'Australie. Elle se rencontre dans le nord de l'Australie-Occidentale et dans le Territoire du Nord.

## Description
L'holotype de Demansia shinei, un mâle adulte, mesure 640 mm dont 166 mm pour la queue. Cette espèce a le dos brun gris clair teinté de jaunâtre au niveau de la queue et présentant un fin collier brun foncé surligné de jaune citron. Sa face ventrale est jaune pâle. C'est un serpent venimeux.

## Étymologie
Son nom d'espèce lui a été donné en l'honneur du professeur Rick Shine de l'université de Sydney.

## Publication originale
- Shea & Scanlon, 2007 : Revision of the small tropical whipsnakes previously referred to Demansia olivacea (Gray, 1842) and Demansia torquata (Guenther, 1862) (Squamata: Elapidae). Records of the Australian Museum, vol. 59, n. 2/3, p. 117-142 (texte intégral).